# Doğubeyazıt
Doğubeyazıt 
este un oraș din Turcia.